# Pistolet Astra 4000
Astra 4000 – hiszpański pistolet samopowtarzalny, następca modelu Astra 3000. W Stanach Zjednoczonych sprzedawana jako Astra Falcon z zestawem konwersyjnym dla amunicji kalibru .22 LR.

## Opis
Astra 4000 była bronią samopowtarzalną, działającą na zasadzie odrzutu zamka swobodnego.
Astra 3000 była zasilany ze wymiennego, jednorzędowego magazynka pudełkowego o pojemności 6 (9 mm), 7 (7,65 mm) lub 10 (5,56 mm) naboi, umieszczonego w chwycie. Zatrzask magazynka znajdował się w dolnej części lewej okładki chwytu.
Lufa gwintowana.
Przyrządy celownicze mechaniczne, stałe (muszka i szczerbinka).